# Márk Dévay
Márk Dévay (1996) es un deportista húngaro que compite en acuatlón. Ganó una medalla de oro en el Campeonato Mundial de Acuatlón de 2022 y una medalla de plata en el Campeonato Europeo de Acuatlón de 2017.

## Palmarés internacional
| Campeonato Mundial | Campeonato Mundial      | Campeonato Mundial | Campeonato Mundial |
| Año                | Lugar                   | Medalla            | Prueba             |
| ------------------ | ----------------------- | ------------------ | ------------------ |
| 2022               | Šamorín (Eslovaquia)    | Medalla de oro     | Individual         |
| Campeonato Europeo |                         |                    |                    |
| Año                | Lugar                   | Medalla            | Prueba             |
| 2017               | Bratislava (Eslovaquia) | Medalla de plata   | Individual         |